# دیگو آکوستا
دیگو آکوستا (انگلیسی: Diego Acosta؛ زادهٔ ۱۲ نوامبر ۲۰۰۲) بازیکن فوتبال اهل پاراگوئه است که در پست نوک حمله برای اسپورتیوو لوکنیو بازی می‌کند.
وی در تیم‌های ملی فوتبال زیر ۱۷ سال پاراگوئه بازی کرده است.